# Cixius morion
Cixius morion är en insektsart som beskrevs av Alexander Fyodorovich Emeljanov 1992. Cixius morion ingår i släktet Cixius och familjen kilstritar. Inga underarter finns listade i Catalogue of Life.